# Liste des députés européens du Portugal de la 10e législature

Cet article présente la liste des députés européens du Portugal élus lors des élections du 9 juin 2024.

## Députés européens élus en 2024
- Liste des députés européens initialement élus, avant remplacements éventuels[1].

| Nom                     | Parti | Parti   | Groupe | Groupe    |
| ----------------------- | ----- | ------- | ------ | --------- |
| Francisco Assis         |       | PS      |        | S&D       |
| Sebastião Bugalho       |       | IND     |        | PPE       |
| João Cotrim Figueiredo  |       | IL      |        | Renew     |
| Paulo Cunha             |       | PPD/PSD |        | PPE       |
| Isilda Gomes            |       | PS      |        | S&D       |
| Bruno Gonçalves         |       | PS      |        | S&D       |
| Sérgio Gonçalves        |       | PS      |        | S&D       |
| Sérgio Humberto         |       | PPD/PSD |        | PPE       |
| Catarina Martins        |       | BE      |        | GUE/NGL   |
| Ana Catarina Mendes     |       | PS      |        | S&D       |
| Tiago Moreira de Sá     |       | Chega   |        | Patriotes |
| Paulo Nascimento Cabral |       | PPD/PSD |        | PPE       |
| João Oliveira           |       | PCP     |        | GUE/NGL   |
| Ana Miguel Pedro        |       | CDS-PP  |        | PPE       |
| Lídia Pereira           |       | PPD/PSD |        | PPE       |
| André Rodrigues         |       | PS      |        | S&D       |
| Hélder Sousa Silva      |       | PPD/PSD |        | PPE       |
| António Tânger Corrêa   |       | Chega   |        | Patriotes |
| Carla Tavares           |       | PS      |        | S&D       |
| Marta Temido            |       | PS      |        | S&D       |
| Ana Vasconcelos Martins |       | IL      |        | Renew     |